# Menipea roborata
Menipea roborata är en mossdjursart som först beskrevs av Walter Douglas Hincks 1881.  Menipea roborata ingår i släktet Menipea och familjen Candidae. Inga underarter finns listade i Catalogue of Life.